# Apataniana charadija
Apataniana charadija är en nattsländeart som beskrevs av Schmid 1968. Apataniana charadija ingår i släktet Apataniana och familjen Apataniidae. Inga underarter finns listade i Catalogue of Life.